# Athelia singularis
Athelia singularis är en svampart som beskrevs av Parmasto 1967. Athelia singularis ingår i släktet Athelia och familjen Atheliaceae.  Arten är reproducerande i Sverige. Inga underarter finns listade i Catalogue of Life.